# 글로톨로그

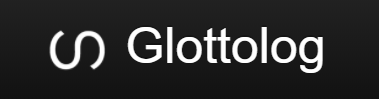
글로톨로그 로고

글로톨로그(Glottolog)는 소수 언어들에 대한 문헌 데이터베이스이다. 독일 라이프치히에 위치한 막스 플랑크 진화인류학 연구소에서 처음 만들었고, 2015년부터는 독일 예나에 위치한 막스 플랑크 인류사학 연구소에서 관리하고 있다.
글로톨로그는 세계 언어와 어족의 목록 및 소수 언어들에 대한 문헌 목록을 제공한다. 이는 에스놀로그와도 비슷하지만 다음과 같은 차이가 있다. 우선 글로톨로그는 해당 언어가 존재하며 다른 언어들과 별개의 언어라는 사실을 편집자들이 확인한 경우에만 목록에 싣는다. (편집자들이 확인하지 못했지만 다른 출처에 언급된 언어는 “미상 언어” 또는 “미확인 언어”라는 꼬리표를 붙인다.) 또 언어를 분류할 때 확실히 입증된 어족에 한해 보수적으로 분류하며, 언어에 관한 참고 문헌 목록을 제공하고 (잘 알려지지 않은 소수 언어일 경우에는 특히 더), 출처에 따른 언어의 다양한 이름을 나열한다. 언어 이름은 ISO 639-3 코드 또는 글로톨로그 자체 코드(글로토코드)로 구분한다. 언어가 사용되는 지역을 지도에 한 점으로 찍어 표시하는 것 외에 민속학적 또는 인구학적 정보는 제공하지 않는다. 또한 ISO, 에스놀로그, 기타 온라인 언어 데이터베이스로 가는 링크를 제공한다.
글로톨로그 2.2판은 2013년에 온라인 공개되었고 크리에이티브 커먼즈 저작자표시 라이선스로 배포된다. 3.0판은 2017년에, 4.0판은 2019년에 공개되었고, 최신판인 4.8판은 2023년에 공개되었다.

## 어족 목록
글로톨로그는 다른 온라인 데이터베이스에 비해 어족 분류에 보수적이며 분류가 확실하지 않은 언어를 고립어로 취급하는 경향이 있다. 글로톨로그 4.8판에는 다음과 같이 421개의 구어 어족 및 고립어가 실려 있다.
| 이름                               | 지역                                                                   | 언어 수 |
| ---------------------------------- | ---------------------------------------------------------------------- | ------- |
| 대서양콩고어족                     | 아프리카, 북아메리카                                                   | 1,410   |
| 오스트로네시아어족                 | 아프리카, 유라시아, 오세아니아, 남아메리카                             | 1,272   |
| 인도유럽어족                       | 아프리카, 오스트레일리아, 유라시아, 북아메리카, 오세아니아, 남아메리카 | 585     |
| 중국티베트어족                     | 유라시아                                                               | 506     |
| 아프리카아시아어족                 | 아프리카, 유라시아                                                     | 382     |
| 핵심 트랜스뉴기니어족              | 오세아니아                                                             | 317     |
| 파마늉아어족                       | 오스트레일리아, 오세아니아                                             | 250     |
| 오토망게어족                       | 북아메리카                                                             | 181     |
| 오스트로아시아어족                 | 유라시아                                                               | 158     |
| 타이카다이어족                     | 유라시아                                                               | 96      |
| 드라비다어족                       | 유라시아                                                               | 82      |
| 아라와크어족                       | 북아메리카, 남아메리카                                                 | 77      |
| 만데어족                           | 아프리카                                                               | 75      |
| 투피어족                           | 남아메리카                                                             | 70      |
| 유트아스테카어족                   | 북아메리카                                                             | 68      |
| 중앙수단어족                       | 아프리카                                                               | 63      |
| 나일어족                           | 아프리카                                                               | 56      |
| 핵심 토리첼리어족                  | 오세아니아                                                             | 55      |
| 우랄어족                           | 유라시아                                                               | 49      |
| 알그어족                           | 북아메리카                                                             | 47      |
| 애서배스카·이야크·틀링깃어족       | 북아메리카                                                             | 46      |
| 파노타카나어족                     | 남아메리카                                                             | 45      |
| 케추아어족                         | 남아메리카                                                             | 43      |
| 튀르크어족                         | 유라시아                                                               | 43      |
| 카리브어족                         | 남아메리카                                                             | 42      |
| 몽몐어족                           | 유라시아                                                               | 42      |
| 크루어족                           | 아프리카                                                               | 38      |
| 세픽어족                           | 오세아니아                                                             | 36      |
| 나흐다게스탄어족                   | 유라시아                                                               | 36      |
| 마야어족                           | 북아메리카                                                             | 34      |
| 세픽하류라무어족                   | 오세아니아                                                             | 30      |
| 핵심 확대 제어족                   | 남아메리카                                                             | 29      |
| 치브차어족                         | 북아메리카, 남아메리카                                                 | 27      |
| 투카노어족                         | 남아메리카                                                             | 26      |
| 세일리시어족                       | 북아메리카                                                             | 25      |
| 티모르·알로르·판타르어족           | 오세아니아                                                             | 23      |
| 도곤어족                           | 아프리카                                                               | 20      |
| 호수평원어족                       | 오세아니아                                                             | 20      |
| 미헤소케어족                       | 북아메리카                                                             | 19      |
| 타·네·오모어족                     | 아프리카                                                               | 19      |
| 얌어족                             | 오세아니아                                                             | 19      |
| 수어족                             | 북아메리카                                                             | 18      |
| 아님어족                           | 오세아니아                                                             | 17      |
| 일본어족                           | 유라시아, 오세아니아                                                   | 17      |
| 몽골·거란어족                      | 유라시아                                                               | 17      |
| 국경어족                           | 오세아니아                                                             | 15      |
| 북할마헤라어족                     | 오세아니아                                                             | 15      |
| 퉁구스어족                         | 유라시아                                                               | 15      |
| 코에콰디어족                       | 아프리카                                                               | 14      |
| 앙가어족                           | 오세아니아                                                             | 13      |
| 에스키모알류트어족                 | 유라시아, 북아메리카                                                   | 13      |
| 미워크코스타노어족                 | 북아메리카                                                             | 13      |
| 은두어족                           | 오세아니아                                                             | 13      |
| 누비아어족                         | 아프리카                                                               | 13      |
| 토르·오리아어족                    | 오세아니아                                                             | 13      |
| 토토낙어족                         | 북아메리카                                                             | 13      |
| 차파쿠라어족                       | 남아메리카                                                             | 12      |
| 군위니구어족                       | 오스트레일리아                                                         | 12      |
| 코치미유마어족                     | 북아메리카                                                             | 11      |
| 이로쿼이어족                       | 북아메리카                                                             | 11      |
| 스코어족                           | 오세아니아                                                             | 11      |
| 수르마어족                         | 아프리카                                                               | 11      |
| 서데일리어족                       | 오스트레일리아                                                         | 11      |
| 겔빈크만어족                       | 오세아니아                                                             | 10      |
| 대안다만어족                       | 유라시아, 오세아니아                                                   | 10      |
| 헤이반어족                         | 아프리카                                                               | 10      |
| 이조어족                           | 아프리카                                                               | 10      |
| 마바어족                           | 아프리카                                                               | 10      |
| 뉼뉼어족                           | 오스트레일리아                                                         | 10      |
| 사하라어족                         | 아프리카                                                               | 10      |
| 송가이어족                         | 아프리카                                                               | 10      |
| 남부건빌어족                       | 오세아니아                                                             | 10      |
| 워로라어족                         | 오스트레일리아                                                         | 10      |
| 초코어족                           | 남아메리카                                                             | 9       |
| 다가어족                           | 오세아니아                                                             | 9       |
| 투어족                             | 아프리카                                                               | 9       |
| 확대 퀘르바어족                    | 오세아니아                                                             | 8       |
| 카이오와타노어족                   | 북아메리카                                                             | 8       |
| 코이아리어족                       | 오세아니아                                                             | 8       |
| 마일루어족                         | 오세아니아                                                             | 8       |
| 핵심 탈로디어족                    | 아프리카                                                               | 8       |
| 보사비어족                         | 오세아니아                                                             | 7       |
| 축치캄차카어족                     | 유라시아                                                               | 7       |
| 다주어족                           | 아프리카                                                               | 7       |
| 위토토어족                         | 남아메리카                                                             | 7       |
| 마타코어족                         | 남아메리카                                                             | 7       |
| 머스코기어족                       | 북아메리카                                                             | 7       |
| 포모어족                           | 북아메리카                                                             | 7       |
| 아라와어족                         | 남아메리카                                                             | 6       |
| 바이닝어족                         | 오세아니아                                                             | 6       |
| 바르바코아어족                     | 남아메리카                                                             | 6       |
| 추마시어족                         | 북아메리카                                                             | 6       |
| 동스트릭랜드어족                   | 오세아니아                                                             | 6       |
| 고일랄라어족                       | 오세아니아                                                             | 6       |
| 카두글리·크롱고어족                | 아프리카                                                               | 6       |
| 키와이어족                         | 오세아니아                                                             | 6       |
| 메이좌안어족                       | 오세아니아                                                             | 6       |
| 렝과·마스코이어족                  | 남아메리카                                                             | 6       |
| 남비콰라어족                       | 남아메리카                                                             | 6       |
| 남도베라이어족                     | 오세아니아                                                             | 6       |
| 와카시어족                         | 북아메리카                                                             | 6       |
| 야노맘어족                         | 남아메리카                                                             | 6       |
| 사파로어족                         | 남아메리카                                                             | 6       |
| 압하스아디게어족                   | 유라시아                                                               | 5       |
| 아라푼디어족                       | 오세아니아                                                             | 5       |
| 카도어족                           | 북아메리카                                                             | 5       |
| 엘레마어족                         | 오세아니아                                                             | 5       |
| 과히보어족                         | 남아메리카                                                             | 5       |
| 와이쿠루어족                       | 남아메리카                                                             | 5       |
| 카르트벨리어족                     | 유라시아                                                               | 5       |
| 케람어족                           | 오세아니아                                                             | 5       |
| 코모어족                           | 아프리카                                                               | 5       |
| 카어족                             | 아프리카                                                               | 5       |
| 민디어족                           | 오스트레일리아                                                         | 5       |
| 미수말파어족                       | 북아메리카                                                             | 5       |
| 님보란어족                         | 오세아니아                                                             | 5       |
| 파우와시어족                       | 오세아니아                                                             | 5       |
| 사합틴어족                         | 북아메리카                                                             | 5       |
| 남오모어족                         | 아프리카                                                               | 5       |
| 서도베라이어족                     | 오세아니아                                                             | 5       |
| 싱카어족                           | 북아메리카                                                             | 5       |
| 야레바어족                         | 오세아니아                                                             | 5       |
| 예니세이어족                       | 유라시아                                                               | 5       |
| 유아트어족                         | 오세아니아                                                             | 5       |
| 아이마라어족                       | 남아메리카                                                             | 4       |
| 청나일 마오어족                    | 아프리카                                                               | 4       |
| 치참어족                           | 남아메리카                                                             | 4       |
| 치누크어족                         | 북아메리카                                                             | 4       |
| 촌어족                             | 남아메리카                                                             | 4       |
| 동제벨어족                         | 아프리카                                                               | 4       |
| 동트랜스플라이어족                 | 오세아니아                                                             | 4       |
| 와베어족                           | 북아메리카                                                             | 4       |
| 핵심 이와이자어족                  | 오스트레일리아                                                         | 4       |
| 카마캉어족                         | 남아메리카                                                             | 4       |
| 쿠니마이파어족                     | 오세아니아                                                             | 4       |
| 마이두어족                         | 북아메리카                                                             | 4       |
| 망아라이·마라어족                  | 오스트레일리아                                                         | 4       |
| 마닝리다어족                       | 오스트레일리아                                                         | 4       |
| 나두후프어족                       | 남아메리카                                                             | 4       |
| 북부건빌어족                       | 오세아니아                                                             | 4       |
| 센타니어족                         | 오세아니아                                                             | 4       |
| 샤스타어족                         | 북아메리카                                                             | 4       |
| 수키·고고달라어족                  | 오세아니아                                                             | 4       |
| 타마어족                           | 아프리카                                                               | 4       |
| 탕카어족                           | 오스트레일리아                                                         | 4       |
| 투라마·키코리어족                  | 오세아니아                                                             | 4       |
| 왈리오어족                         | 오세아니아                                                             | 4       |
| 요쿠츠어족                         | 북아메리카                                                             | 4       |
| 유카기르어족                       | 유라시아                                                               | 4       |
| 아이누어족                         | 유라시아                                                               | 3       |
| 보로로어족                         | 남아메리카                                                             | 3       |
| 불라카강어족                       | 오세아니아                                                             | 3       |
| 차루아어족                         | 남아메리카                                                             | 3       |
| 디지어족                           | 아프리카                                                               | 3       |
| 동도베라이어족                     | 오세아니아                                                             | 3       |
| 김비유어족                         | 오스트레일리아                                                         | 3       |
| 구무즈어족                         | 아프리카                                                               | 3       |
| 자라크어족                         | 오스트레일리아                                                         | 3       |
| 칼라푸야어족                       | 북아메리카                                                             | 3       |
| 카물라·엘레발라어족                | 오세아니아                                                             | 3       |
| 카틀라티마어족                     | 아프리카                                                               | 3       |
| 카웨스카르어족                     | 남아메리카                                                             | 3       |
| 카야가르어족                       | 오세아니아                                                             | 3       |
| 콜로폼어족                         | 오세아니아                                                             | 3       |
| 쿨리아크어족                       | 아프리카                                                               | 3       |
| 콸레어족                           | 오세아니아                                                             | 3       |
| 렙키·무르킴·켐브라어족             | 오세아니아                                                             | 3       |
| 마이라시어족                       | 오세아니아                                                             | 3       |
| 페바야와어족                       | 남아메리카                                                             | 3       |
| 살리바어족                         | 남아메리카                                                             | 3       |
| 테키스틀라텍어족                   | 북아메리카                                                             | 3       |
| 침시안어족                         | 북아메리카                                                             | 3       |
| 서봄베라이어족                     | 오세아니아                                                             | 3       |
| 서태즈메이니아어족                 | 오스트레일리아                                                         | 3       |
| 양만어족                           | 오스트레일리아                                                         | 3       |
| 사무코어족                         | 남아메리카                                                             | 3       |
| 암토무사어족                       | 오세아니아                                                             | 2       |
| 아라우카니아어족                   | 남아메리카                                                             | 2       |
| 바이바이·파스어족                  | 오세아니아                                                             | 2       |
| 바요노·아우보노어족                | 오세아니아                                                             | 2       |
| 보기아어족                         | 오세아니아                                                             | 2       |
| 보라어족                           | 남아메리카                                                             | 2       |
| 부나바어족                         | 오스트레일리아                                                         | 2       |
| 카와파나어족                       | 남아메리카                                                             | 2       |
| 치마쿰어족                         | 북아메리카                                                             | 2       |
| 치키타노어족                       | 남아메리카                                                             | 2       |
| 쿠스어족                           | 북아메리카                                                             | 2       |
| 도소·투룸사어족                    | 오세아니아                                                             | 2       |
| 동쿠투부어족                       | 오세아니아                                                             | 2       |
| 동데일리어족                       | 오스트레일리아                                                         | 2       |
| 푸르어족                           | 아프리카                                                               | 2       |
| 가르와어족                         | 오스트레일리아                                                         | 2       |
| 하이다어족                         | 북아메리카                                                             | 2       |
| 아라큼부트어족                     | 남아메리카                                                             | 2       |
| 하탐·만심어족                      | 오세아니아                                                             | 2       |
| 이비토·촐론어족                    | 남아메리카                                                             | 2       |
| 와르페어족                         | 남아메리카                                                             | 2       |
| 후리우라르투어족                   | 유라시아                                                               | 2       |
| 이난와탄어족                       | 오세아니아                                                             | 2       |
| 자라와·옹게어족                    | 유라시아                                                               | 2       |
| 히카케어족                         | 북아메리카                                                             | 2       |
| 카쿠아·누카크어족                  | 남아메리카                                                             | 2       |
| 카투키나어족                       | 남아메리카                                                             | 2       |
| 카우레·코사레어족                  | 오세아니아                                                             | 2       |
| 케레스어족                         | 북아메리카                                                             | 2       |
| 콘다·야하디어족                    | 오세아니아                                                             | 2       |
| 한국어족                           | 유라시아                                                               | 2       |
| 퀌타리·나이어족                    | 오세아니아                                                             | 2       |
| 렝카어족                           | 북아메리카                                                             | 2       |
| 리밀릉아·울나어족                  | 오스트레일리아                                                         | 2       |
| 마누바라어족                       | 오세아니아                                                             | 2       |
| 마르쿠우루구어족                   | 오스트레일리아                                                         | 2       |
| 몸붐·코네라우어족                  | 오세아니아                                                             | 2       |
| 남라·토판마어족                    | 오세아니아                                                             | 2       |
| 북동태즈메이니아어족               | 오스트레일리아                                                         | 2       |
| 북데일리어족                       | 오스트레일리아                                                         | 2       |
| 니망어족                           | 아프리카                                                               | 2       |
| 오토마코·타파리타어족              | 남아메리카                                                             | 2       |
| 파호투리어족                       | 오세아니아                                                             | 2       |
| 팔라이니어족                       | 북아메리카                                                             | 2       |
| 피아위어족                         | 오세아니아                                                             | 2       |
| 푸리·코로아도어족                  | 남아메리카                                                             | 2       |
| 라샤드어족                         | 아프리카                                                               | 2       |
| 세나기어족                         | 오세아니아                                                             | 2       |
| 소마하이어족                       | 오세아니아                                                             | 2       |
| 남동태즈메이니아어족               | 오스트레일리아                                                         | 2       |
| 남데일리어족                       | 오스트레일리아                                                         | 2       |
| 타라스카어족                       | 북아메리카                                                             | 2       |
| 타울릴·부탐어족                    | 오세아니아                                                             | 2       |
| 테베라어족                         | 오세아니아                                                             | 2       |
| 테메인어족                         | 아프리카                                                               | 2       |
| 티쿠나·유리어족                    | 남아메리카                                                             | 2       |
| 우루·치파야어족                    | 남아메리카                                                             | 2       |
| 윈투어족                           | 북아메리카                                                             | 2       |
| 야와·사웨루어족                    | 오세아니아                                                             | 2       |
| 유키·와포어족                      | 북아메리카                                                             | 2       |
| 아비노믄어                         | 오세아니아                                                             | 1       |
| 아분어                             | 오세아니아                                                             | 1       |
| 아다이어                           | 북아메리카                                                             | 1       |
| 아에와어                           | 남아메리카                                                             | 1       |
| 아이카낭어                         | 남아메리카                                                             | 1       |
| 알세아·야키나어                    | 북아메리카                                                             | 1       |
| 암바키치어                         | 오세아니아                                                             | 1       |
| 안다키어                           | 남아메리카                                                             | 1       |
| 안도케어                           | 남아메리카                                                             | 1       |
| 아넴어                             | 오세아니아                                                             | 1       |
| 아루타니어                         | 남아메리카                                                             | 1       |
| 아사바노어                         | 오세아니아                                                             | 1       |
| 아타카메어                         | 남아메리카                                                             | 1       |
| 아타카파어                         | 북아메리카                                                             | 1       |
| 방기메어                           | 아프리카                                                               | 1       |
| 바스크어                           | 유라시아                                                               | 1       |
| 베오투크어                         | 북아메리카                                                             | 1       |
| 베르타어                           | 아프리카                                                               | 1       |
| 베토이·히라라어                    | 남아메리카                                                             | 1       |
| 빌루아어                           | 오세아니아                                                             | 1       |
| 보가야어                           | 오세아니아                                                             | 1       |
| 부르메소어                         | 오세아니아                                                             | 1       |
| 부루샤스키어                       | 유라시아                                                               | 1       |
| 캄사어                             | 남아메리카                                                             | 1       |
| 칸도시샤프라어                     | 남아메리카                                                             | 1       |
| 카니차나어                         | 남아메리카                                                             | 1       |
| 카유바바어                         | 남아메리카                                                             | 1       |
| 카유스어                           | 북아메리카                                                             | 1       |
| 치마리코어                         | 북아메리카                                                             | 1       |
| 치티마샤어                         | 북아메리카                                                             | 1       |
| 초노어                             | 남아메리카                                                             | 1       |
| 코아윌테코어                       | 북아메리카                                                             | 1       |
| 코판어                             | 남아메리카                                                             | 1       |
| 코메크루도어                       | 북아메리카                                                             | 1       |
| 코토나메어                         | 북아메리카                                                             | 1       |
| 퀴틀라텍어                         | 북아메리카                                                             | 1       |
| 쿨리어족                           | 남아메리카                                                             | 1       |
| 다말어                             | 오세아니아                                                             | 1       |
| 뎀어                               | 오세아니아                                                             | 1       |
| 디비야소어                         | 오세아니아                                                             | 1       |
| 두나어                             | 오세아니아                                                             | 1       |
| 엘람어                             | 유라시아                                                               | 1       |
| 엘셍어                             | 오세아니아                                                             | 1       |
| 에셀렌어                           | 북아메리카                                                             | 1       |
| 에트루리아어                       | 유라시아                                                               | 1       |
| 파수어                             | 오세아니아                                                             | 1       |
| 풀니오어                           | 남아메리카                                                             | 1       |
| 푸유그어                           | 오세아니아                                                             | 1       |
| 가구주어                           | 오스트레일리아                                                         | 1       |
| 와치어                             | 남아메리카                                                             | 1       |
| 와이쿠리어                         | 북아메리카                                                             | 1       |
| 와모어                             | 남아메리카                                                             | 1       |
| 과토어                             | 남아메리카                                                             | 1       |
| 굴레어                             | 아프리카                                                               | 1       |
| 구리아소어                         | 오세아니아                                                             | 1       |
| 하자어                             | 아프리카                                                               | 1       |
| 하티어                             | 유라시아                                                               | 1       |
| 루소어                             | 유라시아                                                               | 1       |
| 이베리아어                         | 유라시아                                                               | 1       |
| 이란체·뮝퀴어                      | 남아메리카                                                             | 1       |
| 이토나마어                         | 남아메리카                                                             | 1       |
| 잘라어                             | 아프리카                                                               | 1       |
| 히라하라어                         | 남아메리카                                                             | 1       |
| 카키아에어                         | 오세아니아                                                             | 1       |
| 카노에어                           | 남아메리카                                                             | 1       |
| 카포리어                           | 오세아니아                                                             | 1       |
| 카라미어                           | 오세아니아                                                             | 1       |
| 카란카와어                         | 북아메리카                                                             | 1       |
| 카리리어                           | 남아메리카                                                             | 1       |
| 카루크어                           | 북아메리카                                                             | 1       |
| 케후어                             | 오세아니아                                                             | 1       |
| 케나보이어                         | 유라시아                                                               | 1       |
| 키비리어                           | 오세아니아                                                             | 1       |
| 킴키어                             | 오세아니아                                                             | 1       |
| 클래머스·모독어                    | 북아메리카                                                             | 1       |
| 콜어                               | 오세아니아                                                             | 1       |
| 쿠자르게어                         | 아프리카                                                               | 1       |
| 쿠나마어                           | 아프리카                                                               | 1       |
| 쿵아라칸어                         | 오스트레일리아                                                         | 1       |
| 쿤사어                             | 남아메리카                                                             | 1       |
| 쿠옷어                             | 오세아니아                                                             | 1       |
| 쿠순다어                           | 유라시아                                                               | 1       |
| 쿠테나이어                         | 북아메리카                                                             | 1       |
| 콰자어                             | 남아메리카                                                             | 1       |
| 랄어                               | 아프리카                                                               | 1       |
| 라포파어                           | 아프리카                                                               | 1       |
| 라라기야어                         | 오스트레일리아                                                         | 1       |
| 라부칼레베어                       | 오세아니아                                                             | 1       |
| 레코어                             | 남아메리카                                                             | 1       |
| 룰레어                             | 남아메리카                                                             | 1       |
| 마쿠어                             | 남아메리카                                                             | 1       |
| 마라티노어                         | 북아메리카                                                             | 1       |
| 마로리어                           | 오세아니아                                                             | 1       |
| 마셉어                             | 오세아니아                                                             | 1       |
| 마타나위어                         | 남아메리카                                                             | 1       |
| 마투그로수아라라어                 | 남아메리카                                                             | 1       |
| 마웨스어                           | 오세아니아                                                             | 1       |
| 마이브랏·카론어                    | 오세아니아                                                             | 1       |
| 메로에어                           | 아프리카                                                               | 1       |
| 미미고드프루아어                   | 아프리카                                                               | 1       |
| 민킨어                             | 오스트레일리아                                                         | 1       |
| 모치카어                           | 남아메리카                                                             | 1       |
| 몰랄라어                           | 북아메리카                                                             | 1       |
| 몰로프어                           | 오세아니아                                                             | 1       |
| 모르어                             | 오세아니아                                                             | 1       |
| 모세텐·치마네어                    | 남아메리카                                                             | 1       |
| 모위마어                           | 남아메리카                                                             | 1       |
| 음푸르어                           | 오세아니아                                                             | 1       |
| 무니치어                           | 남아메리카                                                             | 1       |
| 무레어                             | 남아메리카                                                             | 1       |
| 나라어                             | 아프리카                                                               | 1       |
| 나체즈어                           | 북아메리카                                                             | 1       |
| 니할리어                           | 유라시아                                                               | 1       |
| 니브흐어                           | 유라시아                                                               | 1       |
| 오디아이어                         | 오세아니아                                                             | 1       |
| 오무라노어                         | 남아메리카                                                             | 1       |
| 옹고타어                           | 아프리카                                                               | 1       |
| 오티어                             | 남아메리카                                                             | 1       |
| 오이스터베이·빅리버·리틀스완포트어 | 오스트레일리아                                                         | 1       |
| 파에스어                           | 남아메리카                                                             | 1       |
| 팡카라루어                         | 남아메리카                                                             | 1       |
| 파피어                             | 오세아니아                                                             | 1       |
| 파와이아어                         | 오세아니아                                                             | 1       |
| 파와야어                           | 남아메리카                                                             | 1       |
| 펠레·아타어                        | 오세아니아                                                             | 1       |
| 피라항어                           | 남아메리카                                                             | 1       |
| 푸엘체어                           | 남아메리카                                                             | 1       |
| 푸이나베어                         | 남아메리카                                                             | 1       |
| 푸메어                             | 남아메리카                                                             | 1       |
| 푸키나어                           | 남아메리카                                                             | 1       |
| 푸라리어                           | 오세아니아                                                             | 1       |
| 퓨어                               | 오세아니아                                                             | 1       |
| 라마노스어                         | 남아메리카                                                             | 1       |
| 살리난어                           | 북아메리카                                                             | 1       |
| 산다웨어                           | 아프리카                                                               | 1       |
| 사페어                             | 남아메리카                                                             | 1       |
| 사우세어                           | 오세아니아                                                             | 1       |
| 사보사보어                         | 오세아니아                                                             | 1       |
| 세추라어                           | 남아메리카                                                             | 1       |
| 세리어                             | 북아메리카                                                             | 1       |
| 샤보어                             | 아프리카                                                               | 1       |
| 숌펜어                             | 유라시아                                                               | 1       |
| 시아무어                           | 아프리카                                                               | 1       |
| 사유실라어                         | 북아메리카                                                             | 1       |
| 술카어                             | 오세아니아                                                             | 1       |
| 수메르어                           | 유라시아                                                               | 1       |
| 타보어                             | 오세아니아                                                             | 1       |
| 타이압어                           | 오세아니아                                                             | 1       |
| 타켈마어                           | 북아메리카                                                             | 1       |
| 탈란어                             | 남아메리카                                                             | 1       |
| 탐보라어                           | 오세아니아                                                             | 1       |
| 타나메라어                         | 오세아니아                                                             | 1       |
| 타루마어                           | 남아메리카                                                             | 1       |
| 타우시로어                         | 남아메리카                                                             | 1       |
| 티모테·퀴카어                      | 남아메리카                                                             | 1       |
| 티무콰어                           | 북아메리카                                                             | 1       |
| 티니과어                           | 남아메리카                                                             | 1       |
| 티위어                             | 오스트레일리아                                                         | 1       |
| 톤카와어                           | 북아메리카                                                             | 1       |
| 토우오어                           | 오세아니아                                                             | 1       |
| 트루마이어                         | 남아메리카                                                             | 1       |
| 투니카어                           | 북아메리카                                                             | 1       |
| 투샤어                             | 남아메리카                                                             | 1       |
| 움부갈라어                         | 오스트레일리아                                                         | 1       |
| 우라리나어                         | 남아메리카                                                             | 1       |
| 우스쿠어                           | 오세아니아                                                             | 1       |
| 빌렐라어                           | 남아메리카                                                             | 1       |
| 와지기니어                         | 오스트레일리아                                                         | 1       |
| 와기만어                           | 오스트레일리아                                                         | 1       |
| 와오라니어                         | 남아메리카                                                             | 1       |
| 와라오어                           | 남아메리카                                                             | 1       |
| 와쇼어                             | 북아메리카                                                             | 1       |
| 위루어                             | 오세아니아                                                             | 1       |
| 슈쿠루어                           | 남아메리카                                                             | 1       |
| 얄레어                             | 오세아니아                                                             | 1       |
| 야마나어                           | 남아메리카                                                             | 1       |
| 야나어                             | 북아메리카                                                             | 1       |
| 옐레어                             | 오세아니아                                                             | 1       |
| 예라카이어                         | 오세아니아                                                             | 1       |
| 옛파어                             | 오세아니아                                                             | 1       |
| 유치어                             | 북아메리카                                                             | 1       |
| 유라카레어                         | 남아메리카                                                             | 1       |
| 유루망기어                         | 남아메리카                                                             | 1       |
| 주니어                             | 북아메리카                                                             | 1       |

크리올은 기본 어휘를 제공한 언어와 함께 분류된다.
글로톨로그에서는 상기한 어족과 고립어 외에도 다양한 분류를 사용한다.
- 피진 (81개 언어)
- 혼합어 (14개)
- 인공언어 (28개)
- 사용역 (10개)
- 수화 (196개 언어. 이 가운데 1개는 피진, 3개는 보조어)
- 미분류 언어 (123개)
- 미확인 언어 (66개)
- 관리용 목록: 사용 중지된 ISO 항목 등 미상 언어(393개, 이 가운데 6개는 수화)